# Clayton (Ohio)
Clayton es una ciudad ubicada en los condados de Montgomery y Miami en el estado estadounidense de Ohio. En el Censo de 2010 tenía una población de 13209 habitantes y una densidad poblacional de 274,27 personas por km².

## Geografía
Clayton se encuentra ubicada en las coordenadas 39°52′10″N 84°19′32″O / 39.86944, -84.32556. Según la Oficina del Censo de los Estados Unidos, Clayton tiene una superficie total de 48.16 km², de la cual 47.93 km² corresponden a tierra firme y (0.48%) 0.23 km² es agua.

## Demografía
Según el censo de 2010, había 13209 personas residiendo en Clayton. La densidad de población era de 274,27 hab./km². De los 13209 habitantes, Clayton estaba compuesto por el 76.52% blancos, el 18.79% eran afroamericanos, el 0.17% eran amerindios, el 1.38% eran asiáticos, el 0.02% eran isleños del Pacífico, el 0.63% eran de otras razas y el 2.49% pertenecían a dos o más razas. Del total de la población el 1.38% eran hispanos o latinos de cualquier raza.